# Aneomochtherus pygaeus
Aneomochtherus pygaeus là một loài ruồi trong họ Asilidae. Aneomochtherus pygaeus được Tsacas miêu tả năm 1963. Loài này phân bố ở vùng Cổ Bắc giới.